# Cirq'ulation locale
Cirq’ulation Locale is een Belgische circusgroep. De groep noemt de stijl van de shows die ze brengt: crossover circus.
De shows zijn een mix van jongleren en acrobatiek met dans, clownerie en improvisatie. Het gezelschap werd opgericht in 2002 door Jan Vermeersch, sindsdien speelt de groep in heel Europa, onder meer in het straattheatercircuit. Naast drie straatshows maakte de groep ook twee zaalshows.
Met Just Another Boyband startte de groep een reeks creaties. Na deze straatvoorstelling volgde de zaalvoorstelling Who Goes On en een tweede straatshow Trampoline Mission 3. De vierde show van het gezelschap werd Happy 4 Nothing, opnieuw een straatshow. Anno 2008 is het gezelschap bezig met de creatie van hun tweede zaalshow onder de naam Rapid I Movement.